# Theodore von Kármán Prize
Der Theodore von Kármán Prize der Society for Industrial and Applied Mathematics (SIAM) ist ein Preis für angewandte Mathematik. Er wird für herausragende Anwendungen der Mathematik auf Mechanik oder Ingenieurwissenschaften in den vorausgegangenen fünf bis zehn Jahren vergeben. Er wird alle fünf Jahre vergeben und ist mit 1000 Dollar dotiert. Er ist nach Theodore von Kármán benannt.
Es gibt auch weitere nach von Kármán benannte Preise wie die Theodore von Karman Medal.

## Preisträger
- 1972: Geoffrey Ingram Taylor
- 1979: George F. Carrier, Joseph B. Keller
- 1984: Julian Cole
- 1989: Paul Garabedian
- 1994: Herbert Keller
- 1999: Stuart S. Antman, John M. Ball
- 2004: Roland Glowinski
- 2009: Mary F. Wheeler
- 2014: E Weinan, Richard D. James
- 2020: Kaushik Bhattacharya
- 2024: Karen E. Willcox